# Conde de Oeiras
Conde de Oeiras é um título nobiliárquico português criado, de juro e herdade, por Decreto do rei D. José I de Portugal de 15 de Julho de 1759 em benefício de Sebastião José de Carvalho e Melo, diplomata e primeiro-ministro de Portugal, em recompensa pela sua actuação no processo de reconstrução de Lisboa após o Terramoto de 1755. Mais tarde, e após a criação em 1769 do título de Marquês de Pombal, o título de Conde de Oeiras passou a subsidiário da Casa de Pombal, ficando o seu uso reservado aos herdeiros dos Marqueses de Pombal.

## Condes de Oeiras

### Titulares
1. Sebastião José de Carvalho e Melo (1699–1782), 1.º marquês de Pombal e 1.º conde de Oeiras[2]
2. Henrique José de Carvalho e Melo (1742–1812), 2.º marquês de Pombal e 2.º conde de Oeiras
3. José Francisco Xavier Maria de Carvalho Melo e Daun (1753–1821), 3.º marquês de Pombal e 3.º conde de Oeiras
4. Sebastião José de Carvalho Melo e Daun (1785–1834), 4.º marquês de Pombal e 4.º conde de Oeiras
5. João José Maria de Carvalho de Albuquerque Daun e Lorena (1817–1823), 5.º conde de Oeiras
6. Manuel José de Carvalho Melo e Daun de Albuquerque Sousa e Lorena (1821–1886), 5.º marquês de Pombal e 6.º conde de Oeiras
7. Sebastião José de Carvalho e Melo Daun Albuquerque da Silva e Lorena (1849–1874), 7.º conde de Oeiras
8. António de Carvalho Melo e Daun de Albuquerque e Lorena (1850–1911), 6.º marquês de Pombal e 8.º conde de Oeiras
9. Manuel José de Carvalho e Daun de Albuquerque e Lorena (1875–?), 7.º marquês de Pombal e 9.º conde de Oeiras
10. António Maria José Severiano de Carvalho e Melo Albuquerque Daun Lorena (1901–1943), 10.º conde de Oeiras
11. Sebastião José de Carvalho Daun e Lorena (1903–?), 8.º marquês de Pombal e 11.º conde de Oeiras
12. Manuel Sebastião de Almeida de Carvalho Daun e Lorena (1930-2021), 9.º marquês de Pombal e 12.º conde de Oeiras
13. Sebastião José de Carvalho Daun e Lorena (n. 1955), 10.º marquês de Pombal e 13.º conde de Oeiras [3]

### Armas
Carvalho (plenas): de azul, com uma estrela de ouro de oito raios, encerrada numa caderna de crescentes de prata.

## Genealogia
- Sebastião José de Carvalho e Melo (1699–1782), 1.º Marquês de Pombal 
  -  Henrique de Carvalho e Melo (1742–1812), 2.º Marquês de Pombal
  -  José de Carvalho Melo e Daun (1753–1821), 3.º Marquês de Pombal e 1.º Conde da Redinha
    -  Sebastião de Carvalho Melo e Daun (1785-1834), 4.º Marquês de Pombal e 2.º Conde da Redinha
      - João Daun e Lorena (1817–1823), 5.º conde de Oeiras
      -  Manuel Sousa e Lorena (1821-1886), 5.º Marquês de Pombal
        - Sebastião da Silva e Lorena (1849–1874), 7.º Conde de Oeiras
        -  António de Albuquerque e Lorena (1850–1911), 6.º Marquês de Pombal
          -  Manuel de Albuquerque e Lorena (1875–?), 7.º Marquês de Pombal 
            - António Daun Lorena (1901–1943), 10.º Conde de Oeiras
            -  Sebastião Daun e Lorena (1903–?), 8.º Marquês de Pombal 
              -  Manuel de Carvalho Daun e Lorena (1930–2021), 9.º Marquês de Pombal
                -  Sebastião Daun e Lorena (n. 1955), 10.º Marquês de Pombal

    -  Nuno Daun e Lorena (1793–1865), 3.º Conde da Redinha
      - Condes da Redinha